# St.-Nicolai-Kirche (Vejle)

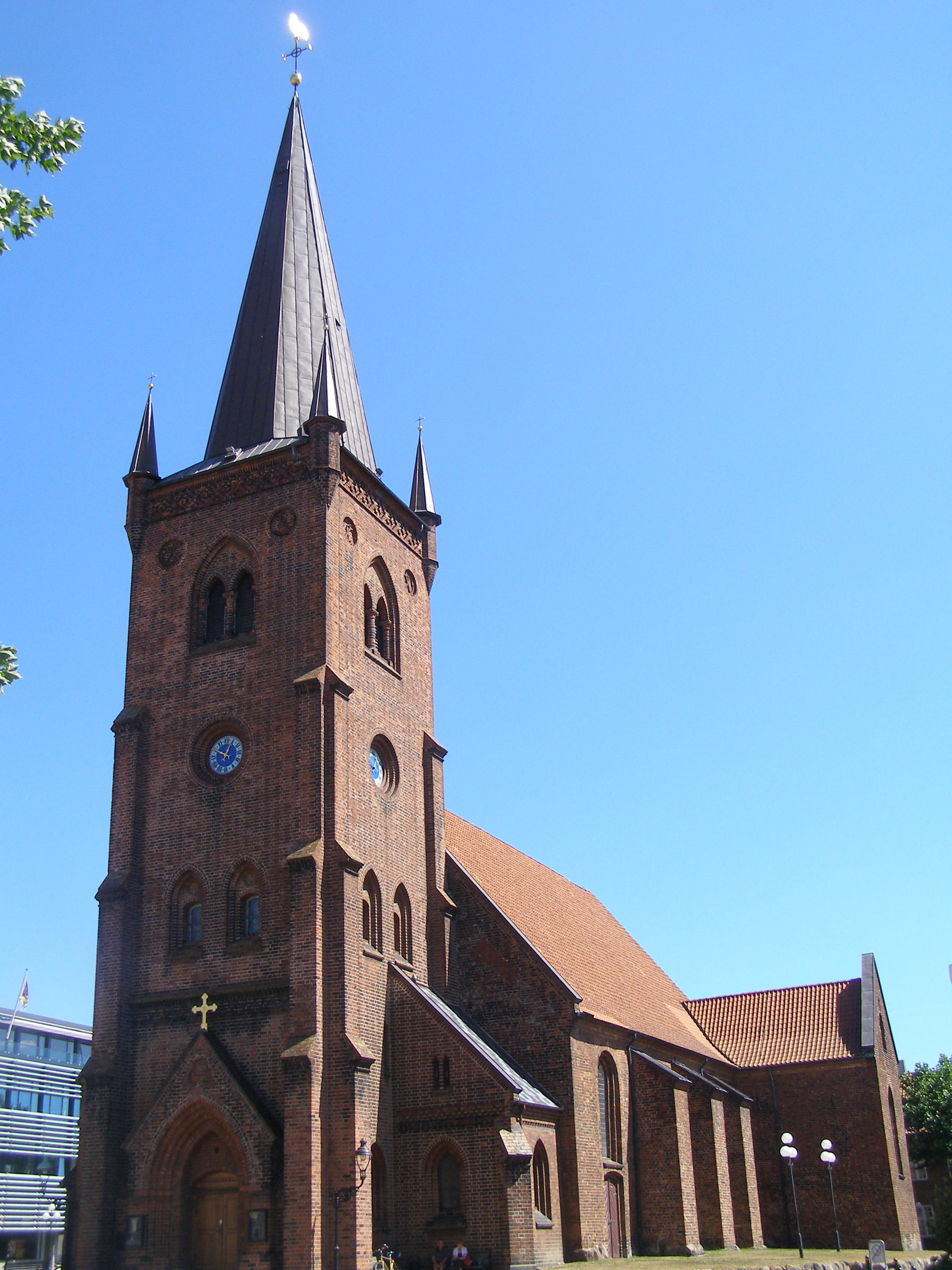
Sct. Nicolai Kirke

Die St.-Nicolai-Kirche (Sct. Nicolai Kirke) ist Vejles älteste Kirche und war bis 1907 die einzige Pfarrkirche der Stadt. Sie gehört zur evangelisch-lutherischen Volkskirche Dänemarks.
Das rote Backsteingebäude im historistischen Stil stammt aus dem 19. Jahrhundert, an dessen Standort ist allerdings bereits seit dem Mittelalter eine Kirche nachweisbar. Ein archäologisch wie touristisch interessantes Kuriosum ist die in einem Eichensarg aufgebahrte eisenzeitliche Moorleiche.

## Geschichte
Nach allgemeiner Ansicht wurde der früheste Vorgängerbau des heutigen Gotteshauses in der ersten Hälfte des 13. Jahrhunderts errichtet. Die erste urkundliche Erwähnung der Kirche steht im Zusammenhang mit der im März 1256 unter dem Vorsitz des Erzbischofs von Lund, Jakob Erlandsen, in Vejle zusammengetretenen Synode und ist gleichzeitig die erste Erwähnung der Stadt in einem überlieferten Dokument.
Das mittelalterliche Bauwerk besaß nur zwei Längsschiffe und einen kleineren Turm. Um 1518, die Kirche war bereits protestantisiert, wurde das Querschiff mit Heilig-Kreuz- und Dreifaltigkeitskapelle hinzugefügt.
Ihre heutige Gestalt erhielt sie erst beim Neubau von 1855/56, dabei wurde der Chor um drei Meter versetzt, so dass er sich nach Anbau des dritten Längsschiffs im Süden wieder auf der Mittelachse der Kirche befand. 1887/88 wurde der große Glockenturm aus Ziegelsteinen hinzugefügt. 1965/66 wurde das Bauwerk vollständig renoviert.

## Sankt Nicolai heute

### Eine Übersicht über das Bauwerk
Heute stellt sich die Nicolaikirche als dreischiffige Hallenkirche in annähernder Ost-West-Ausrichtung mit einem Querschiff und einem Glockenturm über dem Hauptportal dar.
Der Turm besitzt eine Gesamthöhe von 27,3 m und trägt einen Wetterhahn von 1,3 m Länge. Er birgt eine Turmuhr von 1889, außerdem Glocken und ein 48-teiliges Glockenspiel, das in der zweiten Hälfte der 1970er hinzugefügt wurden. Mehrmals täglich werden über den Jahreskreis wechselnde Melodien gespielt; Sonntags erklingt ein halbstündiges Konzert.
Die älteste erhaltene Substanz tritt im Nordwesten des Langhauses ans Licht: an der unverputzten Außenmauer lassen sich noch die Bögen vermauerter gotischer Fenster und des ehemaligen Fraueneingangs in der Nordseite ausmachen. Die vielzähligen Umbauten seit der Errichtung sind am ganzen Kirchenbau durch Unterschiede im Mauerwerk deutlich erkennbar.
Ebenfalls augenfällig sind 23 entlang der nördlichen Außenseite im Rautenmuster angeordnete runde Hohlräume in der Backsteinmauer, die Schädel unbekannter Herkunft enthielten, datiert auf etwa 1630.
Die Kirche ruht ohne Fundamente direkt auf dem Untergrund. Sie war ursprünglich von einem umfriedeten Friedhof umgeben, dessen Gräber 1839 dem Straßenbau weichen mussten und auf eine neue Ruhestätte an der Jernbanegade in wenigen hundert Metern Entfernung umgebettet wurden.
Im Gebäude selbst wurden über die Jahrhunderte mehrere Bürgermeister und Älteste mit ihren Frauen bestattet. Die Grabplatten wurden 1862 vom Kirchenboden entfernt und in die Wand der Apsis eingelassen. Noch intakt ist hingegen die Familiengrabstätte des Honoratiors Kai de la Mare († 1703) im Heilig-Kreuz-Chor im nördlichen Querschiff.
Neben den drei Särgen des Stifters und seiner Frauen enthält sie Särge mit den Überresten einer unbekannten Toten aus dem 17. Jahrhundert und dem 1835 aufgefundenen Körper der Frau von Haraldskær, die man zunächst für die halblegendäre Wikingerfürstin Sigrid bzw. die sagenhafte norwegische Königin Gunnhild gehalten hatte.

### Orgel

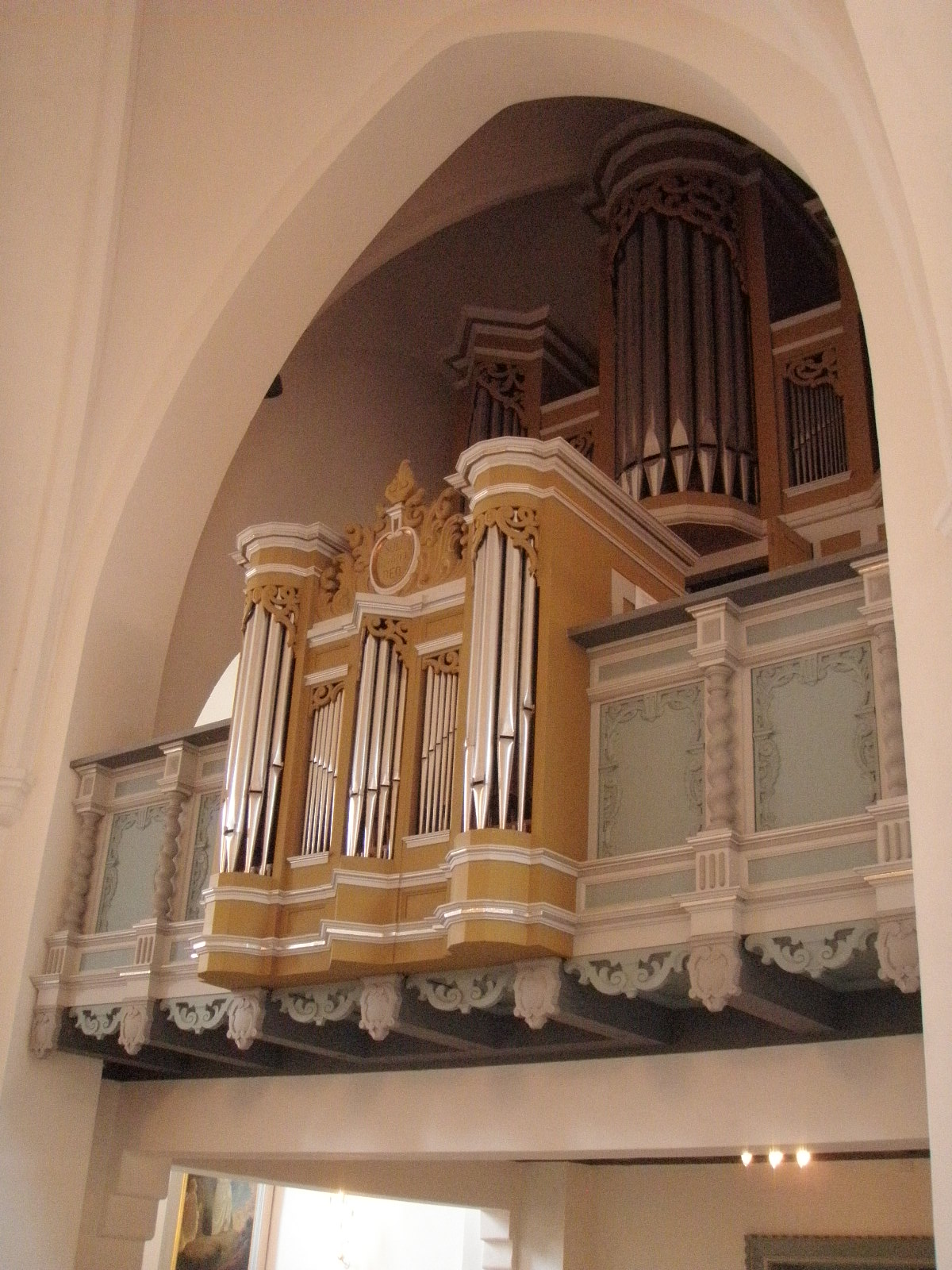
Blick auf die Orgel

Im Jahr 1862 erhielt die Kirche eine Orgel von Marcussen & Søn mit 16 Registern auf zwei Manualen und Pedal. Die Werkstatt A. C. Zachariasen & Søn erweiterte die Orgel 1910 auf 24 Register, weitere Restaurierungen fanden in den Jahren 1925 und 1942 durch Frobenius Orgelbau statt, wobei auch Erweiterungen des Instruments vorgenommen wurden. Beim Umbau von 1942 wurde das Rückpositiv hinzugefügt, die Orgel verfügte nun über 40 Register und eine nicht besetzte Schleife (vakanter Dulcian 16′ im Svelleværk).
1969 entfernte die Werkstatt Frobenius Orgelbau das Orgelwerk und errichtete als Opus 605 in den älteren und zu diesem Zweck angepassten Gehäusen ein neues Instrument mit 30 Registern und einer Transmission. Eine mechanische Traktur steuert die Schleifladen der Orgel. Sie befindet sich über dem Eingang am Westende des Mittelschiffs. Die Disposition lautet wie folgt:
| I Rygpositiv C–g3 |              |       |
| 1.                | Gedakt       | 8′    |
| 2.                | Quintatøn    | 8′    |
| 3.                | Principal    | 4′    |
| 4.                | Gedaktfløjte | 4′    |
| 5.                | Gemshorn     | 2′    |
| 6.                | Quint        | 1 ⁄3′ |
| 7.                | Sesquialtera | II    |
| 8.                | Scharf       | IV    |
| 9.                | Dulcian      | 8′    |
|                   | Tremulant    |       |

| II Hovedværk C–g3 |             |         |
| 10.               | Gedakt      | 16′     |
| 11.               | Principal   | 8′      |
| 12.               | Rørfløjte   | 8′      |
| 13.               | Oktav       | 4′      |
| 14.               | Spidsfløjte | 4′      |
| 15.               | Oktav       | 2′      |
| 16.               | Mixtur      | IV-VIII |
| 17.               | Trompet     | 8′      |

| III Brystværk C–g3 |             |       |
| 18.                | Gedakt      | 8′    |
| 19.                | Rørfløjte   | 4′    |
| 20.                | Nasat       | 2 ⁄3′ |
| 21.                | Principal   | 2′    |
| 22.                | Gedakt      | 2′    |
| 23.                | Spidsfløjte | 1′    |
| 24.                | Cymbel      | II    |
| 25.                | Vox Humana  | 8′    |
|                    | Tremulant   |       |

| Pedal C–f1 |                      |     |
| 26.        | Subbas               | 16′ |
|            | Principal (= Nr. 11) | 8′  |
| 27.        | Oktav                | 4′  |
| 28.        | Mixtur               | IV  |
| 29.        | Fagot                | 16′ |
| 30.        | Skalmeje             | 4′  |

- Koppeln: I/II, III/II, I/P, II/P, III/P

Anmerkungen
1. ↑  C-A kombiniert mit Gedakt 8′
2. ↑  C-A akustisch als kombiniertes Register aus einer 8′- und einer 5 1⁄3′-Reihe

### Sakrale Schätze
Da Vejle bis zum Beginn der Industrialisierung in Dänemark eine arme Stadt war und die Kirche besonders im 16. und 17. Jahrhundert unter Feuer, Pest und den Heimsuchungen des Krieges zu leiden hatte, ist die Ausstattung im Vergleich eher schlicht. Die Mehrzahl der erhaltenen Stücke datiert aus der ersten Hälfte des 19. Jahrhunderts und stammt aus Spenden wohlhabenderer Bürger der Gegend.
Nennenswerte Ausnahmen bilden das steinerne Taufbecken niederländischer Herkunft von um 1625 mit einem Sockel aus dem 12. Jahrhundert, daneben die in ihrem ursprünglichen Zustand wiederhergestellte Renaissance-Kanzel von 1576, aber vor allem aus dem eindrucksvollen Altar, der 1791 von der Hand des Holzschnitzers Jens Hjernøes fertiggestellt wurde. Das mittlere Stück des dreiflügligen Kunstwerks ist eine Kopie einer Wiederauferstehungsszene aus der Kathedrale von Bayeux in der Normandie.

## Nutzung
Dem Brauch, christliche Sakralbauten in Hafenstädten dem Heiligen Nikolaus von Myra zu weihen, der als Schutzheiliger der Seeleute gilt, wurde auch in Vejle entsprochen, indem die Kirche der Stadt 1491 ihren heutigen Namen erhielt. Die traditionelle Verbindung von Glaube und Seefahrt wird augenscheinlich durch ein 1938 anonym gestiftetes Votivschiff, ein Modell des Seglers „Dorthea Marie“.
Unter dem Dach der Kirche finden weiterhin die Aktivitäten der evangelischen Pfarrgemeinde statt, daneben Konzerte und Kulturveranstaltungen.